# Carl Björnstjerna
Carl Björnstjerna (n. 7 aprilie 1886, Stockholm, Suedia-Norvegia – d. 20 februarie 1982, Stockholm, Suedia) a fost un călăreț ce a reprezentat Suedia, medaliat olimpic. A participat la o ediție a Jocurilor Olimpice (1928) în care a câștigat o medalie de bronz.

## Participări
Lista de mai jos prezintă principalele competiții la care a participat Carl Björnstjerna de-a lungul carierei.
- equestrian at the 1928 Summer Olympics – team jumping[*]